# Swing Out Sister
Swing Out Sister est un groupe de musique pop britannique, qui s'est fait connaître internationalement grâce à la chanson Breakout (en) en 1986. Parmi leurs autres succès : Surrender, Twilight World, Waiting Game et une reprise de Am I the Same Girl?.

## Historique
Bien que Swing Out Sister soit actuellement un duo, le groupe est né au Royaume-Uni sous la forme d'un trio, composé d'Andy Connell (en) (claviers) et Martin Jackson (en) (percussions), plus tard rejoints par Corinne Drewery (en) (voix). Le nom du groupe s'inspire du titre d'un film de 1945, Swing Out, Sister (en).
Connell et Jackson avaient déjà joué dans d'autres groupes avant de former SOS, alors que Drewery était styliste et mannequin avant de devenir la chanteuse du groupe.
Jackson a quitté le groupe en 1989, et depuis, SOS est formé par le duo Connell/Drewery.

## Albums

### Albums studio
- 1987 : It's Better to Travel
- 1989 : Kaleidoscope World
- 1992 : Get in Touch with Yourself
- 1994 : The Living Return
- 1997 : Shapes and Patterns
- 1999 : Filth and Dreams
- 2001 : Somewhere Deep in the Night
- 2004 : Where Our Love Grows
- 2008 : Beautiful Mess
- 2017 : Almost Persuaded
- 2018 : Almost persuaded instrumentals

### Albums live
- 1993 : Live at The Jazz Café (en)
- 2005 : Live in Tokyo

### Compilations
- 1991 : Splendid collection (4CD)
- 1996 : The best of Swing Out Sister
- 2001 : Breakout
- 2001 : 20th Century Masters - Swing Out Sister - Millennium Collection
- 2002 : Cafe Orange - Swing Out Sister - Cafe best
- 2003 : The ultimate collection (3CD)
- 2004 : The ultimate collection (2CD)
- 2009 : Best selection
- 2010 : Private View
- 2012 : Private View (2 pistes bonus)
- 2014 : The essential

### Remix
- 1989: Another Non-Stop Sister
- 1990: Swing 3
- 1992: Swing Out Singles
- 1996: The Big Elsewhere (EP)

### Live
- 1993: Live at the Jazz Café
- 2005: Live in Tokyo